# Great Abaco
Pour les articles homonymes, voir Abaco.
Great Abaco est une île des Bahamas. C'est la plus grande des îles Abacos et la quatrième île des Bahamas par sa superficie (1 146 km2).
La ville principale de l'île est Marsh Harbour.
En dehors de sa modeste préfecture, l’île de Great Abaco est quasi déserte. Une seule route traverse l'île de part en part. Au sud de l'île on trouve un phare actif construit en 1862.